# Cavagnac
Cavagnac (okzitanisch: Cavanhac) ist eine südfranzösische Gemeinde mit 415 Einwohnern (Stand: 1. Januar 2022) im Département Lot in der Region Okzitanien. Die Gemeinde gehört zum Arrondissement Gourdon und zum Kanton Martel. Die Einwohner werden Cavagnacais genannt.

## Lage
Cavagnac liegt im Norden des Quercy. Umgeben wird Cavagnac von den Nachbargemeinden Ligneyrac im Norden und Nordwesten, Saillac im Norden, Chauffour-sur-Vell im Osten, Condat im Süden und Südosten, Les Quatre-Routes-du-Lot im Süden, Cazillac im Westen und Südwesten sowie Sarrazac im Westen.

## Bevölkerungsentwicklung
| Jahr                       | 1962 | 1968 | 1975 | 1982 | 1990 | 1999 | 2006 | 2018 |
| Einwohner                  | 405  | 346  | 317  | 336  | 337  | 432  | 452  | 449  |
| Quellen: Cassini und INSEE |      |      |      |      |      |      |      |      |

## Sehenswürdigkeiten

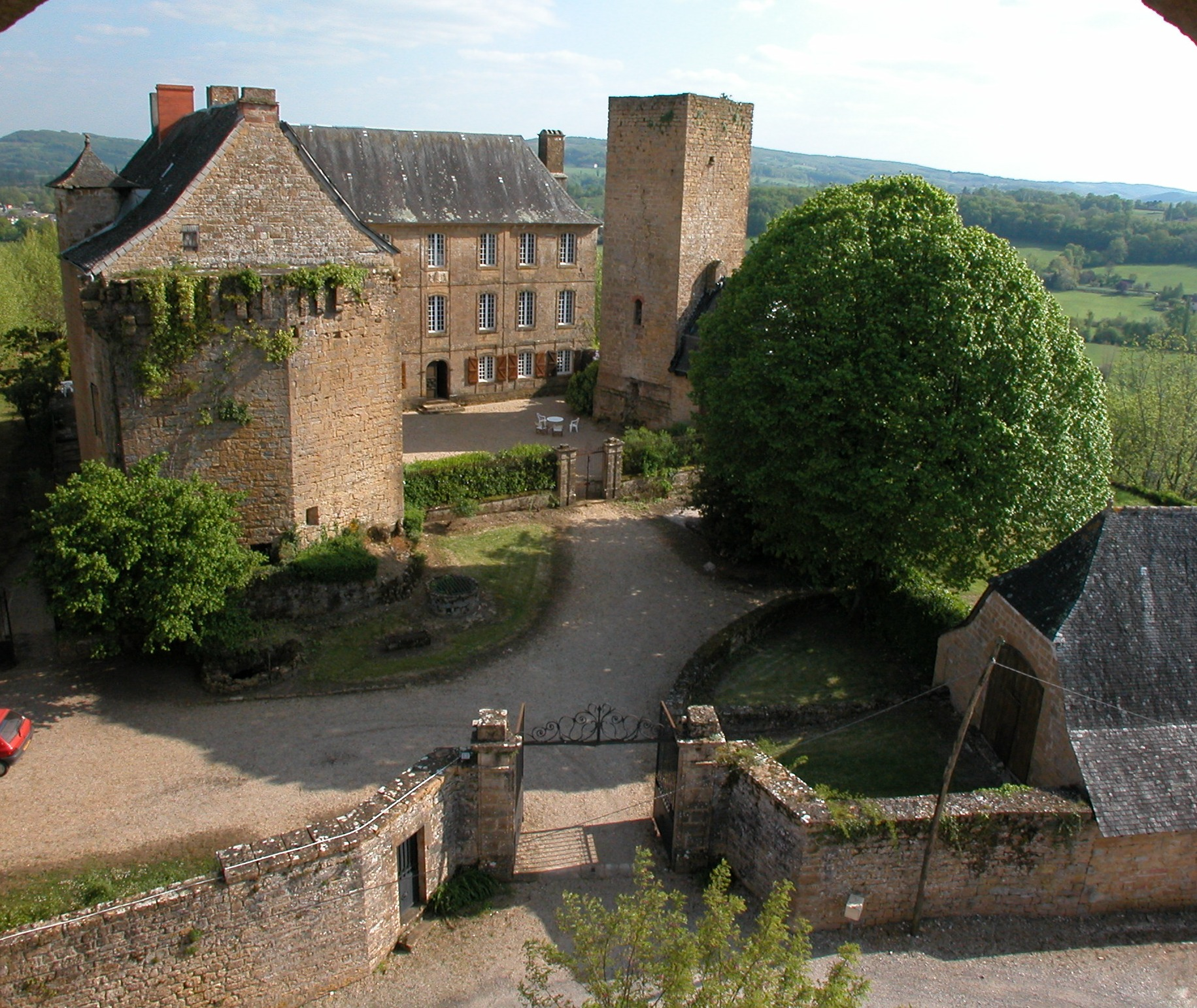
Schloss

- Kirche Notre-Dame-de-l'Assomption
- Schloss Cavagnac